# Подарую тобі місто
«Подарую тобі місто» (узб. «To'ylar muborak/Тўйлар Муборак») — радянський художній фільм режисера Едуарда Хачатурова. Фільм створений на кіностудії «Узбекфільм» у 1978 році. Вважається одним з найкращих узбецьких фільмів.

## Сюжет
Герой картини — молодий чоловік, який займається розшифровкою старовинних клинописів. Життя його тече точно за розкладом, все зумовлено, розраховано, враховано. Але несподівано події починають розвиватися так стрімко, непередбачені обставини так повновладно заявляють про себе, що Юнус протягом цілого дня ніяк не може потрапити на власне весілля і стає активним учасником багатьох подій, що відбуваються в цей день в місті…

## У ролях
- Обіджан Юнусов — Юнус
- Гані Агзамов — канатоходець
- Ділором Камбарова — Барно, дочка канатоходця
- Гаухар Закірова — Нігора, наречена Юнуса
- Раззак Хамраєв — батько Юнуса
- Ікрама Балтаєва — мати Юнуса
- Лола Бадалова — мати Нігори
- Наїля Ташкенбаєва — подруга нареченої
- Діля Каракашева — епізод
- Уміда Ахмедова — епізод
- Хайрулла Сагдієв — фотограф
- Джамал Хашимов — епізод
- Фаріда Мумінова — епізод
- Анвара Алімова — епізод
- Абдураїм Абдувахобов — родич на весіллі
- Кизлархон Дустмухамедова — танцівниця
- Мамура Ергашева — танцівниця
- Хайрулла Лутфуллаєв — співак
- Сергій Рахманов — епізод
- Саїб Ходжаїв — пасажир таксі
- Іногам Адилов — таксист
- Талят Рахімов — телеведучий
- Мурад Раджабов — актор, пасажир таксі
- Уктам Лукманова — завідувачка аптеки
- Хабіб Наріманов — родич на весіллі
- Ріхсі Ібрахімова — родичка на весіллі
- Зухрітдін Режаметов — чоловік, який купається у річці
- Меліс Абзалов — міліціонер
- Шухрат Іргашев — кранівник
- Рауф Балтаєв — родич на весіллі
- Аїда Юнусова — родичка на весіллі
- Світлана Норбаєва — працівник ДАІ
- Отабек Ганієв — незнайомець з сигаретою
- Бахтіяр Касимов — гість на весіллі
- Фаррух Закіров — співак
- Наргіз Байханова — співачка
- Рахім Аріфходжаєв — співак

## Знімальна група
- Режисер — Едуард Хачатуров
- Сценарист — Борис Сааков
- Оператор — Мирон Пенсон
- Композитор — Євген Ширяєв
- Художник — Анатолій Шибаєв